# 乔安娜·阿特金斯
乔安娜·阿特金斯（英語：Joanna Atkins，1989年1月31日—），美国女子田径运动员，2013年世界田径锦标赛女子4×400米接力金牌得主、2014年世界室内田径锦标赛女子4×400米接力金牌得主、2018年世界室内田径锦标赛女子4×400米接力金牌得主。